# Kenzo (bedrijf)
Kenzo is een Frans modehuis dat actief is in de verkoop van kleding, parfum en lichaamsverzorgingsproducten. Het hoofdkantoor staat in Parijs, maar het bedrijf heeft wereldwijd vestigingen.

Kenzo logo

## Geschiedenis
Het modehuis Kenzo is in 1970 opgericht door de Japanse ontwerper Kenzo Takada.
- In de periode 1980 tot 1993 zijn de parfumlijn Kenzo (1988) en de producten voor de lichaamsverzorging (2001) ontwikkeld en toegevoegd aan de kledinglijn.
- In 1993 kwam Kenzo in handen van de groep LVMH Louis Vuitton Moët Hennessy.
- Na terugtrekking in 1999 van de oprichter Kenzo Takada volgde in 2001 de benoeming van twee nieuwe creatief directeuren: Carol Lim en Humberto Leon. Beiden zijn nog actief in deze functie.
- In 2016 sloot Kenzo een samenwerkingsverband met H&M, dat betrekking had op kleding, schoenen en accessoires.

## Trivia
Ambassadeurs van het parfummerk Kenzo zijn de actrices Shu Qi en Olga Kurylenko, zangeres Britney Spears en Fransman Andy Gillet is dat voor Kenzo pour Homme.